# Pierre Coré
Pour les articles homonymes, voir Coré.
Pierre Coré (né le 10 janvier 1969 à Paris) est un auteur de livres jeunesse, un coproducteur, un réalisateur et un scénariste français.

## Biographie
Pierre Coré est le fils d'Étienne Coré, cardiologue, et de Monique Bürrer, professeur agrégée de lettres modernes, qui s'installent rapidement à Belfort après sa naissance. Pierre est l'unique garçon de la famille qui compte 3 sœurs : Anne, Sylvaine et Marine. Pierre se fait remarquer dès le collège pour ses talents comiques et d'acteur. Après son bac il échoue en médecine et se tourne vers sa passion de l'écriture. Il s'installe à Paris et se fait embaucher comme Concepteur-Rédacteur dans des agences de publicité, puis devient Directeur de Création. Il démarre la réalisation par plusieurs films publicitaires et développe en parallèle plusieurs courts métrages et des livres pour la jeunesse. Ses albums jeunesse mêlent humour et poésie, ils sont illustrés par Loustal, Yves Got, Michel Backès ou Clément Oubrerie.
Il rejoint La Station Animation en 2008 en tant que coproducteur et scénariste, puis gérant à partir 2009. Il écrit, produit ou réalise plusieurs séries d'animation à succès pour les directions des programmes jeunesse de M6, Arte et France Télévisions.
Il écrit et réalise le long métrage d'animation Sahara en France et au Canada entre 2014 et 2016. Le film sort le 1er février 2017 est vu par 1 200 000 spectateurs en France. Il est distribué par Netflix à l'international. Le film est projeté en ouverture hors compétition au Festival de l'Alpe d'Huez 2017.

## Publications
- La Princesse qui voulait dormir cent ans, illustré par Clément Oubrerie, 1994.
- Le Petit Boxeur d'1 mètre 10, illustré par Gusti, 1995.
- Gaby, illustré Loustal, Seuil Jeunesse, 1996.
- Les Petits du loup, le Mari de la chèvre et les Calendriers, illustré par Clément Oubrerie, 1996.
- Le Vilain Petit Canard qui sentait pouah ! du bec, illustré par Clément Oubrerie, 1997.
- Mou du bec, illustré par Yves Got, 1998.
- Mamba tout-va-bien, illustré par Michel Backès, 2000.
- Rikiki-riquiqui qui a peur de tout, illustré par Clément Oubrerie, 2003.
- Folalié, tome 1 : Le Trésor de Corcodème, avec Philippe Kailhenn, 2005.

## Filmographie

### Cinéma

#### Comme réalisateur
- 1997 : Une fée m'habite, avec Laurent Spielvogel et Annie Grégorio
- 1998 : Citronelle, avec Laurent Spielvogel et Élisabeth Vitali
- 2004 : Toi, vieux, avec Élodie Bouchez, François Berléand et Jérémie Renier
- 2006 : The Little Cat is Dead, avec Elina Löwensohn, Julie-Anne Roth et Arnaud Viard
- 2017 : Sahara, long-métrage d'animation avec les voix d'Omar Sy, Louane, Vincent Lacoste et Franck Gastambide
- 2020 : L'Aventure des Marguerite, long-métrage avec Alice Pol et Clovis Cornillac
- 2022 : Belle et Sébastien : Nouvelle Génération

#### Comme scénariste
- 2005 : Le Cadeau empoisonné, film d'animation
- 2007 : La Clé, film d'animation
- 2017 : Sahara, scénario avec Nessim Debbiche et Stéphane Kazandjian
- 2022 : Belle et Sébastien : Nouvelle Génération

### Télévision

#### Comme réalisateur
- 2009 : Émile et Mila, série d'animation en 50 épisodes pour M6 Kid
- 2014 : Les Triplés, série d'animation en 78 épisodes pour France 5

#### Comme scénariste
- 2009 : Émile et Mila, série d'animation en 50 épisodes pour M6 Kid
- 2009 : Les Aventures culturelles de Monsieur Loutre, série d'animation en 52 épisodes pour France 3
- 2014 : Les Triplés, série d'animation en 78 épisodes pour France 5

#### Comme producteur
- 2009 : Émile et Mila, série d'animation en 50 épisodes pour M6 Kid
- 2009 : Les Aventures culturelles de Monsieur Loutre, série d'animation en 52 épisodes pour France 3
- 2013 : À tables les enfants, série d'animation en 36 épisodes pour Disney Channel
- 2013 : Les Indégivrables, série d'animation en 52 épisodes pour France 5
- 2014 : Les Triplés, série d'animation en 78 épisodes pour France 5

## Distinctions
- The Little Cat is Dead : Prix Fujifilm au 30e festival du court-métrage de Grenoble en 2007[4]